# Ray Bradbury
Raymond Douglas Bradbury (ur. 22 sierpnia 1920 w Waukegan, zm. 5 czerwca 2012 w Los Angeles) – amerykański pisarz, należący do czołówki światowych twórców fantastyki. Używał pseudonimów: Edward Banks, William Elliot, D.R. Banat, Leonard Douglas, Leonard Spaulding. Publikował pod nimi głównie w pismach głównego nurtu.

## Życiorys
Urodził się w Waukegan w stanie Illinois. Jego rodzina przenosiła się kilka razy, by osiąść w 1934 roku w Los Angeles w Kalifornii. Jego dziadek i pradziadek byli wydawcami gazet, więc nic dziwnego w tym, że Bradbury jako dziecko wiele czytał i pisał. Ukończył liceum w Los Angeles, ale z powodów finansowych nie mógł pozwolić sobie na studia. By mieć za co żyć, sprzedawał gazety. Uczył się sam w bibliotece. Pod wpływem bohaterów science fiction takich jak Flash Gordon czy Buck Rogers, Bradbury zaczął publikować opowiadania fantastyczne. W 1939 roku zaczął wydawać swój fanzin „Futuria Fantasia”. W 1941 roku wspólnie z Henrym Hasse napisał swoje pierwsze opowiadanie „Pendulum”. Opublikował je w piśmie „Super Science Stories”. Pierwsza książka (zbiór opowiadań napisanych w latach 1943–1947) Dark Carnival, została wydana w 1947. Większość tych opowiadań ukazała się wcześniej, głównie w magazynie „Weird Tales”. Drugi zbiór opowiadań, Październikowa kraina, został wydany w 1955 roku. Znajdowały się w nim tylko cztery nowe utwory. Resztę stanowiły przerobione teksty z Dark Carnival. W 1950 roku Bradbury wydał zbiór Kroniki marsjańskie, który przyniósł mu sławę i uznanie krytyki. Kroniki marsjańskie to zbiór luźno ze sobą powiązanych opowiastek, w specyficzny, oniryczny sposób opowiadających o historii kolonizacji Marsa. W roku 1951 opublikował zbiór Człowiek ilustrowany. W 1953 r. wydał swoją najsłynniejszą powieść – 451 stopni Fahrenheita.
W 1947 ożenił się z Marguerite McClure (zmarła w 2003). Mieli cztery córki: Susan, Ramonę, Bettinę i Aleksandrę.
Zmarł 5 czerwca 2012 roku w Los Angeles

## Adaptacje
Kilka jego powieści zostało przeniesionych na duży ekran. Jedną z najbardziej znanych jest filmowa adaptacja książki 451 stopni Fahrenheita w reżyserii François Truffauta z 1966 roku. W 1979 roku na podstawie Kronik marsjańskich stworzono miniserial, w którym występował Rock Hudson. Kilka jego opowiadań zostało adaptowane na komiksy przez EC Comics.

## Wyróżnienia i nagrody
451 stopni Fahrenheita zostało w 1954 nagrodzone nagrodą Amerykańskiej Akademii Sztuki i Literatury oraz w 2004 nagrodą Retro Hugo.
Otrzymał Nagrodę World Fantasy i Nagrodę Brama Stokera, obydwie za całokształt twórczości. W 1989 roku został uhonorowany, również za całokształt twórczości, nagrodą Damon Knight Memorial Grand Master. W 1984 został wprowadzony do Hall of Fame Nagrody Prometeusza za 451 stopni Fahrenheita. Otrzymał również nagrody SF Hall of Fame Living Inductee, oraz Pierwszą Nagrodę Fandomu.
W 2004 został odznaczony amerykańskim Narodowym Medalem Sztuki, a w 2007 francuskim Orderem Sztuki i Literatury. W 2007 otrzymał specjalne wyróżnienie jury Nagrody Pulitzera „za wybitną, płodną i głęboko wpływową karierę jako niezrównanego autora science fiction i fantasy”.
Jest patronem Nagrody za Wyjątkową Prezentację Dramatyczną za scenariusz filmowej bądź telewizyjnej produkcji z dziedziny fantastyki. W 1994 otrzymał Nagrodę Daytime Emmy za scenariusz filmu The Halloween Tree. Za wkład w rozwój przemysłu filmowego w 2002 otrzymał gwiazdę na hollywoodzkiej Alei Gwiazd.
Na cześć pisarza jedna z planetoid została nazwana (9766) Bradbury. Z kolei krater na Księżycu otrzymał nazwę „Krater Dandelion” od tytułu powieści Dandelion Wine. W 2012 miejsce, gdzie wylądował łazik NASA Curiosity Rover (4.5895°S 137.4417°E) na Marsie zostało nazwane „Bradbury Landing”.

## Twórczość

### Powieści

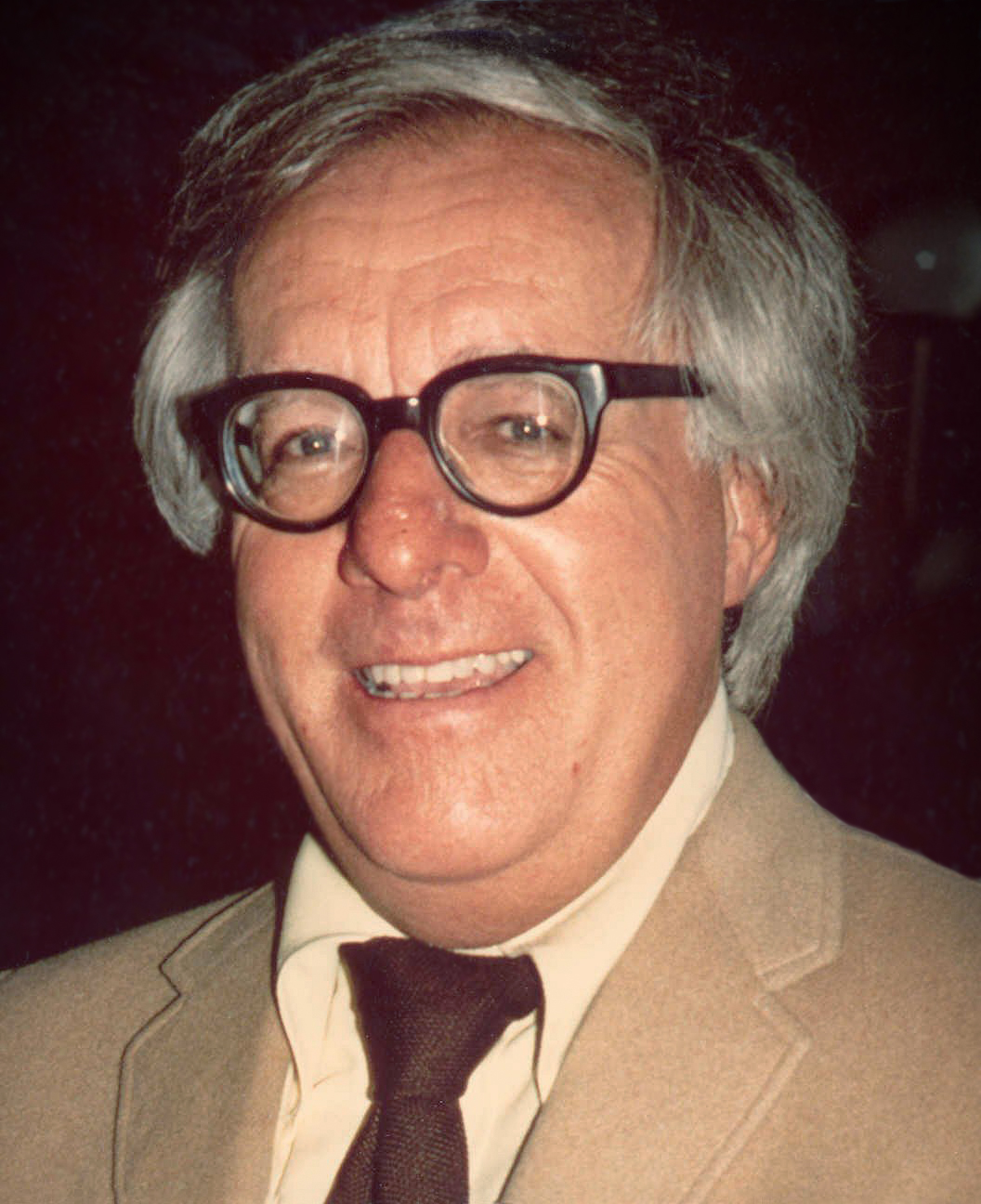
Bradbury (1975)

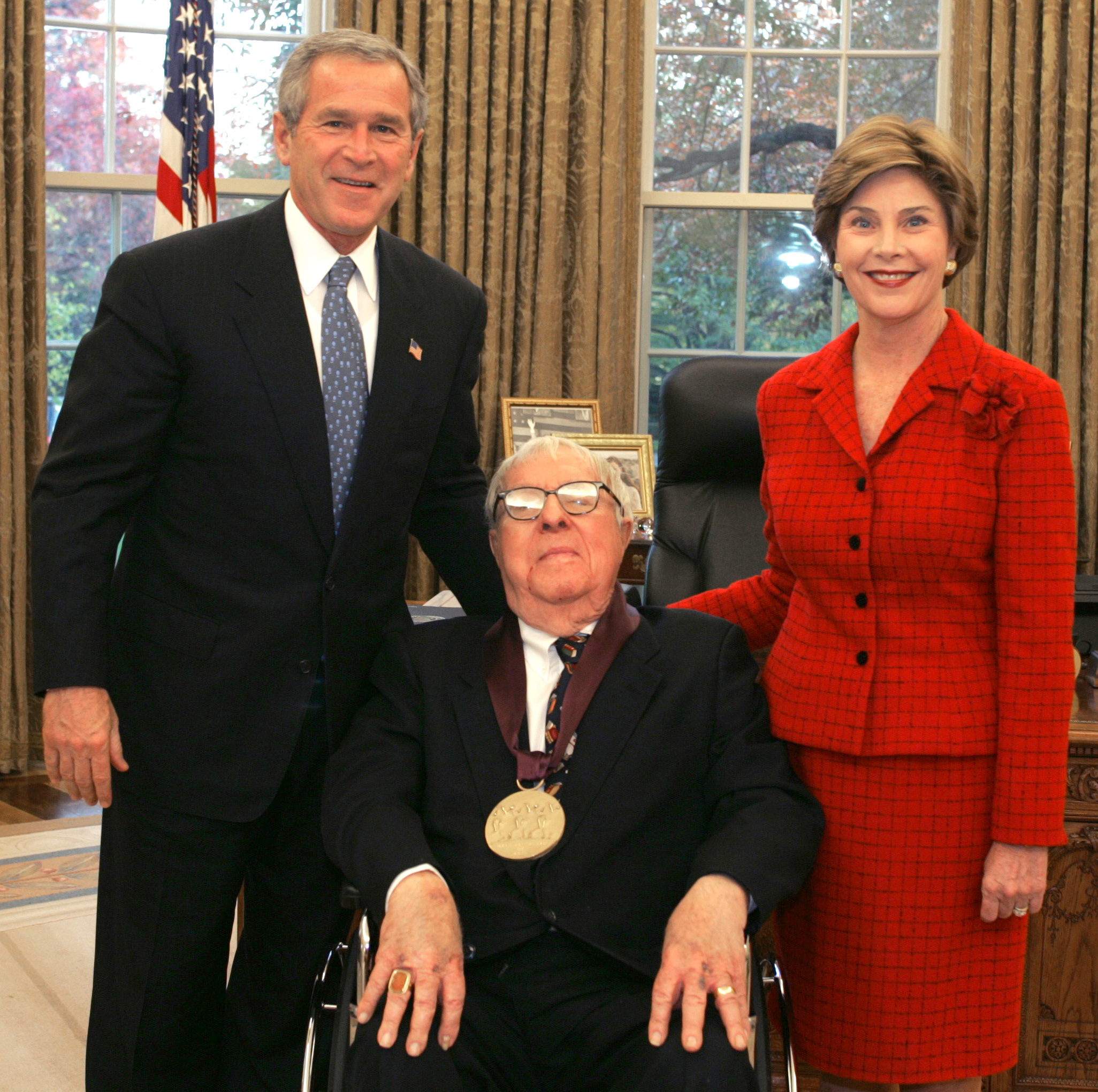
Ray Bradbury odbiera National Medal of Arts z rąk prezydenta George’a W. Busha, z prawej strony pierwsza dama, Laura Bush (2004)

- 1953 451 stopni Fahrenheita (Fahrenheit 451)
- 1957 Słoneczne wino(inne języki) (Dandelion Wine, wyd. Mag 2020 – zbiór 'Green Town', seria 'Artefakty')
- 1962 Jakiś potwór tu nadchodzi(inne języki) (Something Wicked this Way Comes, wyd. Mag 2020 – zbiór 'Green Town', seria 'Artefakty')
- 1965 Autumn People
- 1972 The Halloween Tree
- 1985 Death Is a Lonely Business
- 1990 A Graveyard for Lunatics
- 1992 Green Shadows, White Whale
- 1998 Ahmed and the Oblivion Machines: A Fable
- 1999 From the Dust Returned
- 2002 Let’s All Kill Constance
- 2006 Pożegnanie lata (Farewell Summer, wyd. Mag 2020 – zbiór 'Green Town', seria 'Artefakty')

### Zbiory opowiadań
- 1947 Dark Carnival
- 1950 Kroniki marsjańskie (The Martian Chronicles)
- 1951 Człowiek ilustrowany(inne języki) (The Illustrated Man)
- 1953 Złociste jabłka słońca (The Golden Apples of the Sun)
- 1955 Październikowa kraina (The October Country)
- 1959 A Medicine for Melancholy
- 1960 R is for Rocket
- 1966 K jak kosmos (S is for Space)
- 1969 I Sing The Body Electric!
- 1988 The Toynbee Convector
- 1998 Driving Blind
- 2002 One More for the Road
- 2007 Letni ranek, letnia noc (Summer Morning, Summer Night, wyd. Mag 2020 – zbiór 'Green Town', seria 'Artefakty')

### Inne
- 1985 The Art of Playboy
- 1989 Zen in the Art of Writing
- 1990 Folon’s Folons
- 1991 Yestermorrow: Obvious Answers to Impossible Futures
- 2000 Rod Steiger: Memoirs of a Friendship
- 2001 Imagining Space: Achievements, Predictions, Possibilities: 1950-2050 (razem z Rogerem D. Launiusem)
- 2001 60 Greatest Science Fiction Shows Selected By Ray Bradbury
- 2004 Conversations with Ray Bradbury (razem ze Stevenem L. Aggelisem)
- 2005 Bradbury Speaks: Too Soon from the Cave, Too Far from the Stars
- 2006 Match to Flame: The Fictional Paths to Fahrenheit 451
- 2010 Listen to the Echoes (razem z Samem Wellerem)